# Iván García (Wasserspringer)
Iván Alejandro García Navarro (* 25. Oktober 1993 in Guadalajara) ist ein mexikanischer Wasserspringer. Er startet im 10-m-Turmspringen und zusammen mit Germán Sánchez im 10-m-Synchronspringen. Trainiert wird er von Iván Bautista.

## Karriere
García begann im Alter von sieben Jahren mit dem Wasserspringen. Er sprang mit elf Jahren seine ersten internationalen Junioren-Wettkämpfe. Im Jahr 2008 erlebte er seinen Durchbruch. Bei der Junioren-Weltmeisterschaft wurde er vom 10-m-Turm Fünfter. Zudem gewann er seinen ersten nationalen Meistertitel im Erwachsenenbereich. Seine erste internationale Meisterschaft im Erwachsenenbereich bestritt García bei der Weltmeisterschaft 2009 in Rom, wo er im 10-m-Synchronspringen mit Sánchez Achter wurde.
Im Jahr 2011 gewann er erstmals einen Wettkampf im Rahmen des FINA-Diving-Grand Prix. Bei der Weltmeisterschaft in Shanghai wurde er im Einzel und im Synchronwettbewerb vom Turm jeweils Siebter. Er feierte anschließend bei den Panamerikanischen Spielen 2011 in seiner Heimatstadt Guadalajara seine bislang größten Erfolge. Er gewann mit Sánchez im 10-m-Synchronspringen und im Einzel vom Turm jeweils den Titel.
García ist einer der größten Hoffnungsträger der mexikanischen Wasserspringer für die Olympischen Spiele 2012 in London. Bei den Olympischen Jugend-Sommerspielen 2010 in Singapur gewann er bereits Bronze vom 10-m-Turm. Er zählt Fernando Platas zu seinem größten sportlichen Vorbild. García bekam für seine sportlichen Erfolge ein Sportstipendium durch die Stadt Guadalajara.